# Třesov
Třesov település Csehországban, a Třebíči járásban. Třesov Stropešín, Hartvíkovice, Okarec, Kozlany, Studenec és Třebenice településekkel határos. Lakosainak száma 100 fő (2024. január 1.).

## Népesség
A település lakosságának változását az alábbi diagram mutatja:
| Lakosok száma | 169  | 185  | 166  | 179  | 119  | 94   | 89   | 89   | 101  | 100  |
|               | 1869 | 1900 | 1921 | 1961 | 1980 | 2011 | 2016 | 2019 | 2021 | 2024 |